# Hyles libanotica
Hyles libanotica är en fjärilsart som beskrevs av Gehlen. 1932. Hyles libanotica ingår i släktet Hyles och familjen svärmare. Inga underarter finns listade i Catalogue of Life.